# Switchblade Romance
Switchblade Romance (franska: Haute tension, bokstavligen "hög spänning", släppt under titeln High Tension i flera länder) är en fransk skräckfilm från 2003 regisserad av Alexandre Aja.
Filmen handlar om Marie och Alexis, ett par studentskor på väg till en stuga på landet för att plugga inför sina tentor. Väl där blir de anfallna av en mördare som har ihjäl Alexis familj och kidnappar dem båda.
Filmen blev genombrottet för regissören Alexandre Aja. Den brukar lyftas fram som ett exempel på en våg av extrema franska filmer som även inkluderar Baise-moi och Irréversible. Tidningen Time inkluderade filmen på sin tio-i-topp-lista på "de mest löjligt våldsamma filmerna".

## Rollista
- Cécile de France – Marie
- Maïwenn – Alexis
- Philippe Nahon – mördaren